# Sankt Marie Kirke (Sønderborg)
 For alternative betydninger, se Sankt Marie Kirke. (Se også artikler, som begynder med Sankt Marie Kirke)
Sankt Marie Kirke el. Sct. Marie Kirke er en kirke i Sankt Marie Sogn, beliggende i centrum af Sønderborg.
Efter nedrivningen af den ældre Sct. Jørgens Kirke i slutningen af det 16. århundrede byggede man efterfølgende Sankt Marie Kirke. Tårnet blev dog først opført i 1883. Kirkens inventar bærer præg af Hertug Hans den Yngres forkærlighed for renæssancestilen og hans ihærdige erhvervelse af gods og værdier fra befolkningen i Sundeved og på Als.
Med sin højtliggende placering centralt i byen nær ved Alssund fungerer Sankt Marie Kirke i dag (sammen med Dybbøl Mølle lidt udenfor byområdet) som et slags vartegn for Sønderborg by og den nærmeste omegn.

## Ekstern henvisning
- Wikimedia Commons har flere filer relateret til Sankt Marie Kirke (Sønderborg)
- Sankt Marie Kirke hos KortTilKirken.dk
- Sankt Marie Kirke i bogværket Danmarks Kirker (udg. af Nationalmuseet)